# Xispa R
La Xispa R è un motociclo da trial prodotto dalla casa Xispa, con il quale inizia la produzione e debutta in questo campo.

## Descrizione
La moto pur essendo il primo modello della casa, risulta essere in linea con i prodotti delle altre ditte, da cui riprende la maggior parte delle soluzioni e da cui non si discosta sia in ambito estetico che meccanico.

## Cilindrate
- 125, prodotta dal 2008
- 250, prodotta dal 2008
- 280, prodotta dal 2008